# 「守護香港」集會
「守護香港」集會是在2019年香港逃犯條例修訂爭議中所衍生出的一次集會，由建制派組織守護香港大聯盟召集人，全國政協委員黃英豪發起，於2019年7月20日在香港金鐘添馬公園舉行，以支持香港警方在連場「反送中」運動示威衝突中的處理手法。

## 背景
2019年，香港發生逃犯條例修訂草案風波，先後引發6月9日及6月16日的大规模遊行示威和其他遊行集會，亦引起國際關注。其中在6月12日的反對逃犯條例修訂草案佔領行動中，示威者与警方发生激烈冲突，示威者进行了一轮冲击后，警方向示威者先后發射約150枚催淚彈和20發布袋鉛彈、數發橡膠子彈，逾80人受傷，多人頭部中槍，2人傷勢嚴重。其中一名香港電台外派司機懷疑因被催淚彈擊中頭部受傷。
6月19日，香港建制派議員何君堯宣佈在6月30日舉辦支持警察的集會，他認為6月12日的衝突中警察感到生命受威脅，做法恰當。6月21日，抗議者發起多元抗議行動，希望透過圍堵包括警察總部在內的香港政府主要建築物，配合在外圍道路集會，以阻止政府部門運作及逼使政府回應「釋放被捕示威者」等訴求。其後國際特赦組織发布报告，认为香港警隊在6月12日大體和平的示威中，使用不必要及過份武力，違反國際人權法。
6月30日，何君堯在添馬公園舉辦名為「撐警隊，護法治，保安寧」集會的支持警察的集會，主題為「為警隊打氣、為香港打氣」，主辦方稱有16.5萬人參與，而警方稱高峰期間有5.3萬人。可是，反對修訂《逃犯條例》的示威浪潮不斷，更引發2019年香港七一衝突，網民持續在港九各區發起大遊行，迫使政府回應示威者的訴求。自由黨深水埗區議員李梓敬於7月16日在facebook發貼文，稱自6月以來，不同的社區都出現暴力和對峙的場面，故一群「愛香港的朋友」，決定在7月20日發起「守護香港大集會」，表達希望香港回復安寧的訴求。李梓敬後來接受媒體查詢時透露，他原擬7月20日在維園舉行集會，已申請了不反對通知書，但因守護香港大聯盟亦會舉辦集會，故決定聯合舉辦。

## 集會參加者
「守護香港」集會由建制派組織守護香港大聯盟召集人、全國政協委員黃英豪主辦，一些建制派議員、官員、商會代表及明星亦有出席。香港漁民團體的50多艘漁船懸掛「守護香港」標語，於會場旁邊的維多利亞港駛過表示支持。是次集會有參與者帶同小孩出席，据称有港資內地企業动员员工参与。

### 參加者背景
建制派組織民建聯與各「同鄉會」是當天集會的兩大動員組織。與活動主題的尖銳性較高的6月30日的撐警集會相比，民建聯在是次集會全面動員，例如民建聯的立法會議員和區議員都於事前在個人社交網絡平台上傳播集會宣傳圖。由於經過反對逃犯條例修訂草案的7月7日九龍遊行和7月14日沙田遊行，民建聯為了避免被指立場不清晰，故不得不態度鮮明地全情投入。在集會現場中，各種不同有中國內地背景的「同鄉會」如「香港柳州同鄉會」、「香港海南社團同鄉會」、「香港東莞石碣同鄉會」、「香港潮人聯會」、「惠州社團聯會」等等幾乎佔據集會場地的每個角落；此外，同鄉會人士多為了「打卡」而參與集會，他們逗留現場的時間較短，參與積極度不高，大會在五點開始，在五點十五分左右便開始有集會人士離去。
中資機構及親建制派的港資企業都積極動員員工參加集會，如大昌行發出內部電郵呼籲員工出席，網上亦流傳太子珠寶鐘錶呼籲員工參加集會的即時訊息，並於信息的末段列出名單供參加者留下姓名，又提到出席集會的員工可獲半天補假。有在內地設立部門的港資公司動員內地員工到香港參與集會，有一位由公司安排從惠州赴港參加集會的陸女士接受訪問時表示，公司在深圳的總部應會有更多人到香港參加集會，她承認內地的新聞被屏蔽，只能透過微信和微博看到關於香港的事，她表示不知道明日將有民間人權陣線舉辦的反修例遊行，而她身邊的同事對香港明天有遊行都感到好奇。
集會人士中操普通話的約有兩至三成，影響力最大的社團則是反法輪功團體香港青年關愛協會。此外，在場操普通話的人士中有部分被指受中國內地的港商動員而參與集會，也有部分是在香港工作的中國大陸人士，他們大部分都不願意接受採訪和避開表明身份的記者，亦有部分集會人士誤以為記者是負責登記和派發交通費的工作人員，上前詢問到哪裡領錢。

### 參加者人數
主辦單位宣布是次集會有31.6萬人參加，多數是大陸遊客，警方其後指集會最高峰期有10.3萬人參與。根據香港中文大學新聞及傳播系教授李立峯的觀察，現場人數達到十萬人是有可能的，「因為人群不只站滿添馬公園，也溢出了添美道等外圍地方。」根據警方於2015年處理民主派組織民間人權陣線的反政改集會時所指，佔地約1.76公頃的添馬公園再加上海濱長廊可容納1.7萬人，鄰近的添美道和香港立法會示威區則可分別容納4,400人和2,600人。

## 集會經過
集會定於7月20日下午5時至7時舉行，但當日不到下午三點，添馬公園已經聚集大量的市民，他們提前自發在場內整理標語，為集會作準備。市民身着白色、藍色等淺色上衣，幾乎未見有人佩戴口罩遮面，手持「珍惜香港、珍惜自由」、「拋開爭鬥、你我同舟」、「不再衝動、海闊天空」、「愛香港、停一停、諗一諗」、「不再獨善其身、勿讓仇恨蔓延」、「守護香港、全民加油」等標語，高舉中國國旗，表達反對暴力、維護法治的心聲。
是次集會由「阿叻」陳百祥、「肥媽」Maria Cordero擔任大會主持。陳百祥在台上表示，因看到香港近日的社會撕裂和不安，覺得自己一定要出來發言，阿叻稱，覺得香港從來是一個很自由和有法治的地方，市民循規蹈矩生活，亦可以接納和包容不同的想法和理想。肥媽則表示大家可做自己的事，為何演變到打人鬧事，希望大家不要將香港東方明珠的名聲打破，又指他日老去後，香港是年青人的，盼大家不要將前途毁掉。
其後有多名現任和前任官員上台發言。其中立法會前主席曾鈺成稱，香港和一國兩制均處於回歸以來最嚴峻的局面，呼籲港人準備長期奮鬥。前食物及衛生局局長高永文稱近日暴力不斷升級，不可因自以為正確的原因而不擇手段。他續說對有人提出獨立調查的訴求感到十分擔心，因這是由使用暴力的人提出，若此時做獨立調查會發出錯誤信息，令執法人員不敢執法。警務處前處長鄧竟成稱，沙田衝突中有警員眼、鼻骨裂，社會一小撮人做了是非不分的違法事，呼籲警隊團結，繼續以「打不死」精神服務市民。
組織亦在集會現場設「心聲角」，有與會者寫便條支持警察。集會後，政總外及連儂牆上的反修例示威標語及便利貼遭到他人拆去，該處地面並有人棄置國旗、集會宣傳品以及被撕毁的紅包等物品。而反修例絕食者設在海富中心外的帳篷外出現大量垃圾和被貼上《文匯報》及「和平示威？！」的字句。亦有清潔公司員工收拾遺下的物品和垃圾，但未有回應是自發還是受僱。

## 中国内地媒体支持
7月20日，新華社针对當日集会发表時評，稱该集会是香港的「沉默大多數」開始發聲；並指香港一个月来出现的暴力行径是有預謀、有組織的，是对法治的公然踐踏。
7月21日，人民日報於發表題為「共同反對暴力，珍惜法治秩序」的評論文章，认为香港的主流民意是反對暴力、維護法治和安定，期待香港各界共同反對暴力，支持特首和特區政府落實「一國兩制」，集中精力發展經濟民生。

## 爭議及批評

### 集會人士言論爭議
高永文在集會上的言論招來部分醫學界及衞生服務界選委不滿，包括衞生署署長陳漢儀、港大深圳醫院院長盧寵茂等人，他們發起聯署，批評高永文作為醫生及前問責官員，發表的言論「不負責任、歪曲事實並帶污蔑性」，要求高永文收回集會上言論，並向提出成立獨立調查委員會的廣大市民致歉。公民黨黨魁楊岳橋亦指高永文前同僚也促設獨立調查委員會，是不想再讓警方多次以武力清場，指「不應再為所謂士氣攬住警方，會『愛你變成害你』」。
集會上，香港經濟日報創辦人石鏡泉高調呼籲建制派支持者購買藤條、塑膠水喉通去對付反逃犯條例修訂的示威者，台下回應「好」及鼓掌。他亦說示威活動受美國惡意煽惑，行動者收受利益「亂中亂港」，形容香港現狀為「美國佬想中國死」，警告千萬不能姑息丟磚塊、鐵枝的人。該言論在7月21日元朗襲擊事件發生后被質疑煽惑暴力。

### 參與集會者身份爭議
據蘋果日報報導，有影片顯示有人於傍晚時分在港鐵金鐘站附近，手持一張名單及一疊一百元面值等的紙幣，片中有人說「佢話去你度攞吖嘛（他說到你這邊拿取現金）」、「係咪（是否）要簽收？」等對話，且進行現金交易，質疑團體派錢請人去集會。
據蘋果日報報導，有多名染金髮、身上有紋身、形迹可疑的疑似黑社會人士參與這次集會，期間遭到警方截停調查。而當截停調查時，領頭的中年男子與警員有講有笑。據香港01報導，有多名身穿白衣、身上有紋身的男子擔任糾察，據大紀元時報報導，很多青關會頭目都到現場參與集會。

### BBC記者遭參與集會人士指罵
集会期間，英國廣播公司（BBC）駐中國記者麥笛文（Stephen McDonell）正報導此集會規模遠不及之前的「反送中」遊行，並提到警方在荃湾一處倉庫破獲TATP炸藥等危險物品，有一人被捕。期間有一名手持「守護香港」標語的參與集會女子走近麥迪文，向麥迪文稱「你說的都不是真的，香港人都很和平」，又指責他「製作假新聞」，麥迪文則對著鏡頭指這裡有一種反媒體的氛圍，又稱自己只是說明今天發生的事情，這名女子反駁「不是反媒體，只是反對你這樣的媒體，你報假新聞」，麥迪文於是將這名女子帶到鏡頭前，問她「我的說法究竟有什麼問題」，該女子持續稱沒有暴力，後來終承認確實有人因炸藥被捕，惟据媒体报道因藏有炸藥而被捕者为港獨派「香港民族陣綫」成员。麥迪文在Twitter發佈另一段影片，可以聽到有參與集會的民眾對着BBC攝影記者發出噓聲，並叫喊「去死」，態度惡劣。

## 後續影響

### 石鏡泉涉元朗襲擊事件
7月21日晚上，有疑似黑社會背景的白衫人士於元朗站以藤條、鐵通對市民及列車乘客發動無差別的襲擊，造成最少45人受傷。曾在集會的講台上發表「藤條教仔論」的香港經濟日報副社長石鏡泉被質疑參與策劃元朗襲擊事件，有網民表示要發起抵制香港經濟日報集團旗下的刊物，在香港交易所上市的經濟日報集團在翌日收市時股價下挫達2.44%，為一個月以來的低位。
7月22日，香港經濟日報旗集團發表聲明，指石鏡泉是以私人身份出席一個公開活動，其言論純屬其個人意見，並強調該報反對並嚴厲譴責任何暴力行為。香港經濟日報旗集團旗下刊物的近百名記者亦發聯署聲明，指石鏡泉公然提出「藤條教仔論」煽惑暴力，深表震驚及極度遺憾，要求石鏡泉收回言論以及嚴格把關「擁有高度誠信及專業操守，貫徹提供公正持平的內容」本報使命。並表示一眾新聞工作者將盡最大努力站在前線，保障每一個持分者，尤其弱勢者，守護真相和公義。朱凱廸呼籲，石鏡泉應誠實面對自己說過的話，又重申一個理解能力正常的人，都會認為石在集會上的發言，是鼓吹民眾以藤條等武器，攻擊“反送中”的示威者，而非自衛。石在同日發表道歉聲明，並撤回「藤條教仔論」。但在輿論壓力下，石在7月23日向經濟日報集團董事會提出辭任執行董事及《香港經濟日報》副社長，但仍然會繼續擔任財經專欄作家。
7月26日，郭家麒到警署舉報石鏡泉犯煽惑襲擊罪，表示7月20日集會人士以白衣為記認，而7月21日晚的元朗襲擊事件，襲擊者同樣以白衣作記認，有理由懷疑石的言論已干犯罪行。他亦促請警方將當天參與集會的人士，如鄧竟成、高永文等人列作證人。

### 《肥媽有話兒》
元朗襲擊事件發生後，在集會上擔任主持人的肥媽，在接受傳媒電話訪問時情緒激動，表示自己沒有撐警，她又稱當看到有關元朗襲擊事件的新聞時，情緒會十分激動，更一度和警方「割席」，呼籲特首林鄭月娥出來解決，平息這件事。還透露自己現時有看心理醫生，需服用兩種抗抑鬱藥治療。即使肥媽其後澄清自己仍支持警方在連場「反送中」運動中嚴正執法，但她在守護香港集會的發言被惡搞成歌曲《肥媽有話兒》，原曲為Chandelier。

### 目的相似集會
- 「撐警隊、護法治、保安寧」民間聲援集會

### 後續事件
- 2019年7月21日香港反對逃犯條例修訂草案遊行
- 元朗襲擊事件

### 衍生作品
- 《肥媽有話兒》